# 2571 Geisei
2571 Geisei è un asteroide della fascia principale. Scoperto nel 1981, presenta un'orbita caratterizzata da un semiasse maggiore pari a 2,2288235 UA e da un'eccentricità di 0,1944951, inclinata di 2,87240° rispetto all'eclittica.
L'asteroide è dedicato al villaggio giapponese dove ha sede l'osservatorio omonimo presso cui è stata effettuata la sua scoperta.